# Luiz Alves
Luiz Carlos Carvalho Alves (* 5. Oktober 1944 in Rio de Janeiro) ist ein brasilianischer Kontrabassist und Komponist, der sich zwischen der Música Popular Brasileira und dem Jazz bewegt. Im Laufe seiner Karriere begleitete er bei Auftritten und Aufnahmen so unterschiedliche Künstler wie Tom Jobim, Dori und Nana Caymmi, Gal Costa, Sivuca, Egberto Gismonti und Milton Nascimento.

## Leben und Wirken
Im Alter von 15 Jahren gründete Alves das Trio Guanabara, mit dem er bei Rádio Mayrink Veiga auftrat. 1962 entschied er sich schließlich für den akustischen Bass. Er trat im Nachtclub Sacha’s in Rio de Janeiro auf, zusammen mit Maestro Cipó, Abel Ferreira und Cachimbinho. Obgleich bereits Berufsmusiker studierte er an der Escola Nacional de Música bei Sandrino Santoro Kontrabass-Technik.
In den nächsten Jahren arbeitete Alves mit Paulo Moura und mit Egberto Gismonti; Gismonti holte ihn auch in den kommenden Jahrzehnten zu einigen seiner Produktionen. 1970 gründete er mit Wagner Tiso, Robertinho Silva, Tavito, Laudir de Oliveira und Zé Rodrix die Gruppe Som Imaginário, die Milton Nascimento, Elis Regina und Fafá de Belém begleitete. Mit der Gruppe nahm er drei Studioalben sowie das Live-Album Milagre dos Peixes auf. 1972 verließ Alves die Gruppe und reiste nach Los Angeles, wo er mit Airto Moreira, Hermeto Pascoal und George Duke auftrat. Auch nahm er mit Cal Tjader auf. 1978 nahm er am I. Internationalen Jazzfestival von São Paulo und am Free Jazz Festival mit João Donato teil. In den 1980er Jahren bildete er das Jazztrio O Triângulo mit Luiz Eça und Robertinho Silva (gleichnamiges Album 1985). 1989 entstand mit Nonato Luiz und Djalma Corrêa das Album Gosto de Brasil.
Zusammen mit Kiko Continentino (Klavier) und Clauton Sales (Schlagzeug und Trompete) bildete Alves das Sambajazz Trio, mit dem er 2006 das Album Agora Sim! aufnahm. 2008 spielte er mit Raul de Souza, João Donato und Robertinho Silva die CD Bossa eterna ein, die bei Mistura Fina (RJ) erschien. Im selben Jahr trat er mit Raul de Souza, João Donato und Robertinho Silva im Projekt Sarau da Pedra auf. Ebenfalls 2008 veröffentlichte er seine CD Mar azul. Mit dem NoName Trio, das er mit Ricardo Costa und Alberto Chimelli bildete, veröffentlichte er 2012 das Album Samba Jazz, Brazilian Music bei TCB Records. Er hat auch als Begleiter von Gal Costa, Arthur Verocai, Johnny Alf, Toninho Horta, João Bosco, Maria Bethânia, Chico Buarque, Maurício Einhorn oder Vinicius Cantuária aufgenommen.